# Ferdinand von Hövelich
Ferdinand Freiherr von Hövelich († 31. August 1725) war ab 30. März 1665 Unterherr der Herrlichkeit Stolberg und der Burg Stolberg. Er war der Großonkel der sieben Kinder von Ferdinand Freiherr Raitz von Frentz zu Kendenich sowie Odilia Maria von Efferen und wurde ihr Vormund. Ferdinand war mit Maria Clara Schenk verheiratet. Vermutlich lebte Ferdinand Freiherr von Hövelich selbst gar nicht in Stolberg.

## Leben
Ferdinand wurde am 30. März 1665 vom Jülicher Herzog Philipp Wilhelm mit Stolberg belehnt. Er war gleichzeitig Herr zu Lauwenburg und Lomar, „Geheimer Rat“ und „Churkölnischer Kammerherr“. Zusätzlich bekleidete er die Position eines Amtmanns von Lidberg und erhielt 1679 Haus Blens zugesprochen.
Als es 1669 bei der Erweiterung der Finkenbergkirche zu Unruhen in Stolberg kam und sich der Schultheiß auf einen Entscheid des Stolberger Unterherren berief, stellte sich heraus, dass Ferdinand keinerlei Einwände gegen eine Kirchenerweiterung hatte. Zusätzlich errichtete die reformierte Gemeinde in Kirchennähe einen eigenen Friedhof, den Kupfermeisterfriedhof.
Ferdinand gelang es, seine Position auf „Berger Seite“, das heißt die dem Burgberg gegenüberliegenden Seite, auszudehnen. Die eingeschränkte Hoheitsgewalt sowie die Steuereinnahmen aus diesem Gebiet wurden ihm zugesprochen. Zuvor befand sich dieser Bereich im Einflussbereich von Burg Wilhelmstein. Ferdinand, dessen Frau schon sehr früh und kinderlos starb, setzte Franz Carl Freiherr Raitz von Frentz als seinen Erben ein. Voraussetzung war lediglich, dass er sein Wappen mit dem derer von Hövelich verbinde. Dies bedeutete eine Namenserweiterung auf Franz Carl Freiherr Raitz von Frentz zu Lauwenburg und Stolberg, genannt von Hövelich.